# TSF Ditzingen
Die Turn- und Sportfreunde Ditzingen 1893 e. V. (kurz TSF Ditzingen) wurden am 2. Juli 1893 als Turnverein Ditzingen gegründet und 1919 mit dem Kraftsportverein zur Turn- und Sportvereinigung Ditzingen vereinigt. Die Turn- und Sportfreunde sind mit ca. 2.400 Mitgliedern der größte Sportverein in der Großen Kreisstadt Ditzingen.
Über ihre 17 Abteilungen sind die TSF Ditzingen Mitglied in verschiedenen Sportfachverbänden. Darüber hinaus gehören sie zum Sportkreis Ludwigsburg und sind Mitglied im Württembergischen Landessportbund.

## Fußball

### Geschichte der Abteilung
Die Fußball-Abteilung der TSF Ditzingen wurde 1919 gegründet, die Mannschaft nahm 1920 in der Kreisklasse B den Spielbetrieb auf, wurde 1933 Meister und stieg in die Kreisklasse A auf. Dort blieb die Elf, ehe sie 1940 Meister der A-Klasse wurde. Nach kriegsbedingter Unterbrechung wurde der Spielbetrieb 1945 in der Kreisklasse Leonberg wieder aufgenommen, wo die TSF 1947 die Meisterschaft errangen und damit der Aufstieg in die Bezirksklasse Stuttgart schafften. 1950 gelang der Aufstieg in die 2. Amateurliga, aus der die Mannschaft jedoch 1952 wieder abstieg. 1956 erfolgte der Abstieg in die Kreisklasse B, anschließend allerdings der sofortige Wiederaufstieg.
1977 stieg der Klub erneut in die Kreisklasse B ab. 1985 wurde die Kreisklasse A erreicht, im folgenden Jahr gelang der Durchmarsch in die Bezirksliga Enz-Murr. 1988 wurde die Mannschaft auch in dieser Spielklasse Meister und erreichte die Landesliga Württemberg. Auch hier verblieb der Klub nur zwei Jahre und stieg 1990 als Meister in die Verbandsliga Württemberg auf.
1991 gelang als Neuling in der vierten Liga der Meistertitel und damit der direkte Durchmarsch in die Oberliga Baden-Württemberg. 1993 erreichte die Mannschaft das Finale des WFV-Pokals, in dem die SV Böblingen mit 3:2 geschlagen wurde. Zweifacher Torschütze für die Turn- und Sportfreunde war Kahraman Erdin. Ein Jahr später unterlag Ditzingen im Finale gegen den SSV Ulm deutlich mit 0:6. Nach einem vierten Platz 1994 in der Oberliga qualifizierte sich der Verein für die neugeschaffene Regionalliga Süd. Im DFB-Pokal scheiterte er mit einer 0:2-Niederlage an Hansa Rostock.
Nachdem die TSF Ditzingen sich in den ersten beiden Jahren noch im vorderen Feld der Regionalliga platzierten, entging der Klub 1997 mit nur zwei Punkten Vorsprung auf den von der SpVgg 07 Ludwigsburg belegten Abstiegsplatz dem Gang in die Viertklassigkeit. Auch in den beiden folgenden Jahren gelangen nur Plätze im hinteren Mittelfeld. 2000 fiel der Verein der Umstrukturierung der Regionalliga zum Opfer und stieg als Tabellenfünfzehnter in die Oberliga Baden-Württemberg ab. Dort mussten die TSF Ditzingen von Beginn an gegen den Abstieg kämpfen. In der ersten Saison reichte ein Punktepolster von drei Punkten auf den Abstiegsplatz, 2002 fehlten acht Punkte auf den FC 08 Villingen, die den rettenden 14. Rang belegten.
Ab 2002 spielten die TSF Ditzingen wieder in der Verbandsliga Württemberg. Dort belegten sie bis 2007 hauptsächlich vordere Ränge, konnten den Abstieg 2008 aber nur knapp vermeiden. 2009 wurde nur der 16. Platz in der Verbandsliga Württemberg erreicht, was den Abstieg in die Landesliga Württemberg bedeutete. Auch hier konnte sich der Verein nicht halten und spielte somit in der Saison 2010/11 in der achtklassigen Bezirksliga Enz/Murr, aus der man wiederum in die Kreisliga A abstieg. Der Fußballmannschaft gelang somit neben dem bemerkenswerten Aufstieg von der Kreisliga A (Enz/Murr) in die Regionalliga Süd innerhalb von nur acht Jahren (1986–1994) auch der umgekehrte Weg innerhalb von 14 Jahren (1997–2011) und der traurige Rekord von drei aufeinanderfolgenden Abstiegen von der Verbandsliga Württemberg in die Kreisliga A (2008–2011). Nach einem erneuten Abstieg spielten die TSF in der Saison 2015/16 erstmals seit 1985 wieder in der Kreisliga B. 2015/16 gelang nach ursprünglicher Aberkennung die Rückkehr in die Kreisliga A, doch konnte sich die Mannschaft dort nur für eine Spielzeit behaupten, bevor drei weitere Jahre in der Kreisliga B folgten.

### Platzierungen der letzten Jahre
- 1984/85 – Kreisliga Enz-Murr B (1. Platz)
- 1985/86 – Kreisliga Enz-Murr A (1. Platz)
- 1986/87 – Bezirksliga Enz-Murr (13. Platz)
- 1987/88 – Bezirksliga Enz-Murr (1. Platz)
- 1988/89 – Landesliga Württemberg (11. Platz)
- 1989/90 – Landesliga Württemberg (1. Platz)
- 1990/91 – Verbandsliga Württemberg (1. Platz)
- 1991/92 – Oberliga Baden-Württemberg (9. Platz)
- 1992/93 – Oberliga Baden-Württemberg (6. Platz)
- 1993/94 – Oberliga Baden-Württemberg (4. Platz)
- 1994/95 – Regionalliga Süd (5. Platz)
- 1995/96 – Regionalliga Süd (5. Platz)
- 1996/97 – Regionalliga Süd (15. Platz)
- 1997/98 – Regionalliga Süd (12. Platz)
- 1998/99 – Regionalliga Süd (12. Platz)
- 1999/2000 – Regionalliga Süd (15. Platz)
- 2000/01 – Oberliga Baden-Württemberg (14. Platz)
- 2001/02 – Oberliga Baden-Württemberg (17. Platz)
- 2002/03 – Verbandsliga Württemberg (4. Platz)
- 2003/04 – Verbandsliga Württemberg (12. Platz)
- 2004/05 – Verbandsliga Württemberg (10. Platz)
- 2005/06 – Verbandsliga Württemberg (5. Platz)
- 2006/07 – Verbandsliga Württemberg (6. Platz)
- 2007/08 – Verbandsliga Württemberg (12. Platz)
- 2008/09 – Verbandsliga Württemberg (16. Platz)
- 2009/10 – Landesliga Württemberg (16. Platz)
- 2010/11 – Bezirksliga Enz-Murr (16. Platz)
- 2011/12 – Kreisliga A Enz-Murr 2 (2. Platz)
- 2012/13 – Bezirksliga Enz-Murr (15. Platz)
- 2013/14 – Kreisliga A Enz-Murr 2 (7. Platz)
- 2014/15 – Kreisliga A Enz-Murr 2 (13. Platz)
- 2015/16 – Kreisliga B Enz-Murr 5 (2. Platz)
- 2016/17 – Kreisliga A Enz-Murr 2 (14. Platz)
- 2017/18 – Kreisliga B Enz-Murr 5 (2. Platz)
- 2018/19 – Kreisliga B Enz-Murr 5 (3. Platz)
- 2019/20 – Kreisliga B Enz-Murr 5 (1. Platz)
- 2020/21 – Kreisliga A Enz-Murr 2 (3. Platz)
- 2021/22 – Kreisliga A Enz-Murr 2 (5. Platz)
- 2022/23 – Kreisliga A Enz-Murr 2 (3. Platz)
- 2023/24 – Kreisliga A Enz-Murr 2 (10. Platz)
- 2024/25 – Kreisliga A Enz-Murr 2 (8. Platz)

### Bekannte Spieler und Trainer
- Ralph Bany, ehemals Spieler bei Karlsruher SC und 1. FC Pforzheim
- Ralf Becker, ehem. Sportvorstand des Hamburger SV, davor Geschäftsführer Sport von Holstein Kiel, Chefscout beim Fußballbundesligisten VfB Stuttgart, ehemals Trainer bei SSV Ulm 1846, Karlsruher SC (Co-Trainer) sowie Spieler bei SSV Reutlingen 05, Karlsruher SC, Stuttgarter Kickers, FC St. Pauli und Bayer 04 Leverkusen
- Alexander Blessin, ehemals Spieler bei SSV Reutlingen 05, SSV Jahn Regensburg, VfB Stuttgart und Stuttgarter Kickers
- Fredi Bobic, ehemaliger Manager beim Fußballbundesligisten VfB Stuttgart, ehemals Spieler u. a. bei VfB Stuttgart, Stuttgarter Kickers, Borussia Dortmund und Hertha BSC
- Andreas Broß, ehemals Spieler bei SV Sandhausen, 1. FC Kaiserslautern und Stuttgarter Kickers
- Sean Dundee, ehemaliger Fußballprofi u. a. beim VfB Stuttgart, FC Liverpool, Stuttgarter Kickers, Karlsruher SC, FK Austria Wien und Kickers Offenbach
- Robin Dutt, Trainer des VfL Bochum, ehemals Vorstand Sport des VfB Stuttgart, Sportdirektor beim DFB und Trainer bei Werder Bremen, Bayer 04 Leverkusen, SC Freiburg und Stuttgarter Kickers
- Michael Feichtenbeiner, Sportdirektor beim SV Wehen Wiesbaden, ehemals Trainer bei FC Makassar City (Indonesien), ehemals Jugendtrainer beim VfB Stuttgart, Co-Trainer der Stuttgarter Kickers, KFC Uerdingen 05 sowie Chef-Trainer bei BSC Old Boys Basel, SC Pfullendorf, Stuttgarter Kickers, SV Darmstadt 98 und Sportdirektor bei Energie Cottbus
- Serge Gnabry, Spieler beim FC Bayern München, spielte in der frühen Jugend kurzzeitig für die TSF
- Andreas Kronenberg, Torwarttrainer des Fußballbundesligisten SC Freiburg, ehemals Jugend-Torwarttrainer bei FC Bayern München und VfB Stuttgart, Spieler beim FC Rot-Weiß Erfurt, Holstein Kiel, LR Ahlen, SC Pfullendorf und Wacker Burghausen sowie U-21-Nationalspieler der Schweiz
- Tim Leibold, Spieler beim Zweitligisten Hamburger SV, spielte in der Jugend für die TSF
- Mario Mandžukić, kroatischer Nationalspieler und Spieler von Juventus Turin, ehemals Atlético Madrid, FC Bayern München, NK Zagreb, Dinamo Zagreb und VfL Wolfsburg, spielte von 1992 bis 1996 als Flüchtlingskind des Kroatienkriegs bei den TSF
- Marijo Marić, Spieler bei FC Union Heilbronn und Bruder des ehemaligen Bundesligaprofis und kroatischen Nationalspielers Tomislav Marić, ehemals Spieler bei VfR Aalen, SpVgg Unterhaching, Eintracht Trier, Arminia Bielefeld, FC Kärnten, VfL Bochum, SSV Reutlingen 05, VfR Heilbronn, SV Waldhof Mannheim und VfB Stuttgart Amateure
- David Montero, Spieler beim Stuttgarter Bezirksligisten SC Stammheim, ehemals Spieler u. a. bei SV Böblingen, SG Sonnenhof Großaspach, SSV Jahn Regensburg, Rot-Weiß Oberhausen, Eintracht Frankfurt und SV Waldhof Mannheim
- Mark Römer, ehemaliger Spieler u. a. beim Karlsruher SC, SC Pfullendorf, SpVgg Unterhaching, FC Augsburg und FC Ingolstadt 04
- Marcus Sorg, zweiter Co-Trainer der deutschen A-Nationalmannschaft; ehemals Trainer bei SC Freiburg, SSV Ulm 1846, Heidenheimer SB und Stuttgarter Kickers
- Oliver Straube, späterer Bundesliga-Spieler bei 1. FC Nürnberg, Hamburger SV und SpVgg Unterhaching
- Guido Streichsbier, Trainer der deutschen U-20-Nationalmannschaft
- Suat Türker, Spieler beim Drittligisten SV Wehen Wiesbaden, ehemals Spieler bei Kickers Offenbach, SC Freiburg, BSC Young Boys, TSG 1899 Hoffenheim, FC Bayern München Amateure und VfB Stuttgart Amateure

## Handball

### Geschichte der Abteilung
Die Handballabteilung der TSF Ditzingen wurde im Sommer 1946 unter Mitwirkung des späteren Ehrenvorsitzenden Rolf Berkes gegründet. Ab 1947 verfügte sie auch über eine Frauenmannschaft, ab 1953 über Jugendmannschaften. Während in den ersten Jahren noch Großfeldhandball auf dem alten vereinseigenen Sportplatz an der Ditzenbrunner Straße gespielt wurde, erfolgte seit den 1960er Jahren die Umstellung auf Hallenhandball.
Als Trainings- und Spielstätten dienten zunächst die 1966 errichtete Sporthalle der Ditzinger Stadthalle. Seit 1980 wird die Sporthalle Glemsaue als Hauptspielstätte genutzt, ergänzt durch die Sporthalle der Konrad-Kocher-Schule (seit 1993) und die Alfred-Fögen-Halle in Ditzingen-Hirschlanden.
Im Jahr 2020 erlebte die Handballabteilung der TSF Ditzingen das erfolgreichste Jahr ihrer Geschichte, als erstmals alle vier aktiven Herrenmannschaften gleichzeitig aufstiegen und die AH-Mannschaft zudem die Meisterschaft im Bezirk gewann.

### Aktuelle Mannschaften und Ligen
Die TSF Ditzingen gehört heute zu den größten Handballvereinen im Handballkreis Stuttgart.
Die 1. Herrenmannschaft gewann 1970 den Kreispokal des Kreises Leonberg, spielte zeitweilig in der Württembergliga und tritt in der künftigen Saison 2025/26 in der Verbandsliga Staffel 2 an.
Weitere Herrenmannschaften:
- 2. Herrenmannschaft: Landesliga Staffel 2 (Saison 2025/26), das letzte Mal in der Landesliga in der Saison 2021/22 nach fünf direkten Aufstiegen
- 3. Herrenmannschaft: Bezirksliga (Saison 2024/25)
- 4. Herrenmannschaft: Bezirksklasse (Saison 2024/25)

Im Damenbereich stellt die TSF Ditzingen zwei Mannschaften:
- 1. Damenmannschaft: Bezirksoberliga
- 2. Damenmannschaft: Bezirksklasse

Die Jugendarbeit der TSF Ditzingen war historisch eher breitensportlich geprägt. Nur vereinzelt konnten Mannschaften überregionale Erfolge feiern.

### Platzierungen der letzten Jahre (1. Herren)
- 2019/20 – Landesliga (4. Platz)
- 2020/21 – Verbandsliga (-. Platz, coronabedingter Abbruch)
- 2021/22 – Verbandsliga Staffel 1 (5. Platz)
- 2022/23 – Verbandsliga Staffel 1 (4. Platz)
- 2023/24 – Verbandsliga Staffel 1 (4. Platz)
- 2024/25 – Verbandsliga Staffel 1 (7. Platz)

## Leichtathletik
Die Leichtathletikabteilung der TSF Ditzingen bildete am 4. Dezember 1970 gemeinsam mit dem TSV Eltingen, der KSG Gerlingen, der TSG Leonberg und dem TSV Münchingen die Leichtathletikgemeinschaft (LG) Glems. Heute gehören der LG neben Ditzingen die SVGG Hirschlanden-Schöckingen, der TSV Höfingen und die TSG Leonberg an.
Leichtathleten aus Ditzingen innerhalb der LG Glems errangen seit 1971, 33 Meistertitel bei Landesmeisterschaften, 39 Vizemeistertitel sowie einmal den ersten Platz bei süddeutschen Meisterschaften und fünf Meistertitel bei deutschen Meisterschaften. Prominentester Leichtathlet ist Dietmar Haaf, der seine sportliche Karriere 1974 in Ditzingen begann und 1986 im Weitsprung Juniorenweltmeister sowie Deutscher Meister in der Halle und im Freien wurde.

## Fechten
Die Fechtabteilung der TSF Ditzingen wurde im Januar 1975 gegründet und feierte ihre größten Erfolge in den 2000er-Jahren. 2005 und 2007 erreichte die Herrendegen-Mannschaft mit Michael Flegler, Ingo Grausam, Klaus Schäfer jeweils das Halbfinale der deutschen Meisterschaften. 2003 und 2006 war die Mannschaft Sieger des Deutschlandpokals, 2004 unterlagen die TSF im Pokalfinale dem FC Leipzig. Den dritten Sieg des Deutschlandpokals feierten die TSF 2013 in der Besetzung Samuel Unterhauser, Laszlo Kovacs und Benedikt Joachim in Hanau.
Auch die Damendegen-Mannschaft in der Stammbesetzung Pia Paul, Marion Weis und Melanie Auracher gehört zu den Top Ten in Deutschland, war 2006 im Halbfinale des Deutschlandpokals und in den Jahren 2006 und 2007 jeweils Zehnte der DM. Im April 2007 durchbrachen die Ditzinger Damen außerdem die jahrelange Vorherrschaft des Heidenheimer SB – immerhin Leistungs-Stützpunkt des Deutschen Fechter-Bundes – bei den Württembergischen Meisterschaften und holten sich den Titel.
Bei der B-Jugend-DM (U14) 2010 in Reutlingen errang Degen-Nachwuchsfechter Samuel Unterhauser erstmals einen nationalen Einzeltitel für die Ditzinger Fechter. Den Seniorenmannschaften des Vereins war dies bei der DM in Dresden 2010 ebenfalls gelungen: Das Herrendegen-Team (Igor Borrmann, Bruno Kachur, Laszlo Kovacs, Bernd Schlottke) belegte den 1. Platz ebenso wie die Degen-Damen (Pia Paul, Uschi und Moni Willrett sowie Margit Kachur), die ihren Vorjahrestitel verteidigten und die Meisterschaft bereits zum vierten Mal nach Ditzingen holten.
Zum Trainerteam der TSF Ditzingen gehörte unter anderem Olympiasieger Robert Felisiak. Der gebürtige Pole gewann bei den Olympischen Spielen 1992 in Barcelona olympisches Gold mit der deutschen Degenmannschaft.

## Sportstätten
(Quellen: )

### Alte und historische Sportstätten
Im März 1920 verpachtete die Gemeinde Weilimdorf dem Verein einen Heideplatz in der Steinröhre, den die Vereinsmitglieder selbst herrichteten. 1925 kaufte der Verein in Ditzingen das Gelände zwischen Beutenbach und Lachgraben und baute es als Sportplatz aus. Er wurde im Juni 1926 eingeweiht, später aber aufgegeben und inzwischen durch Wohnhäuser überbaut.

### Wichtige Sportanlagen

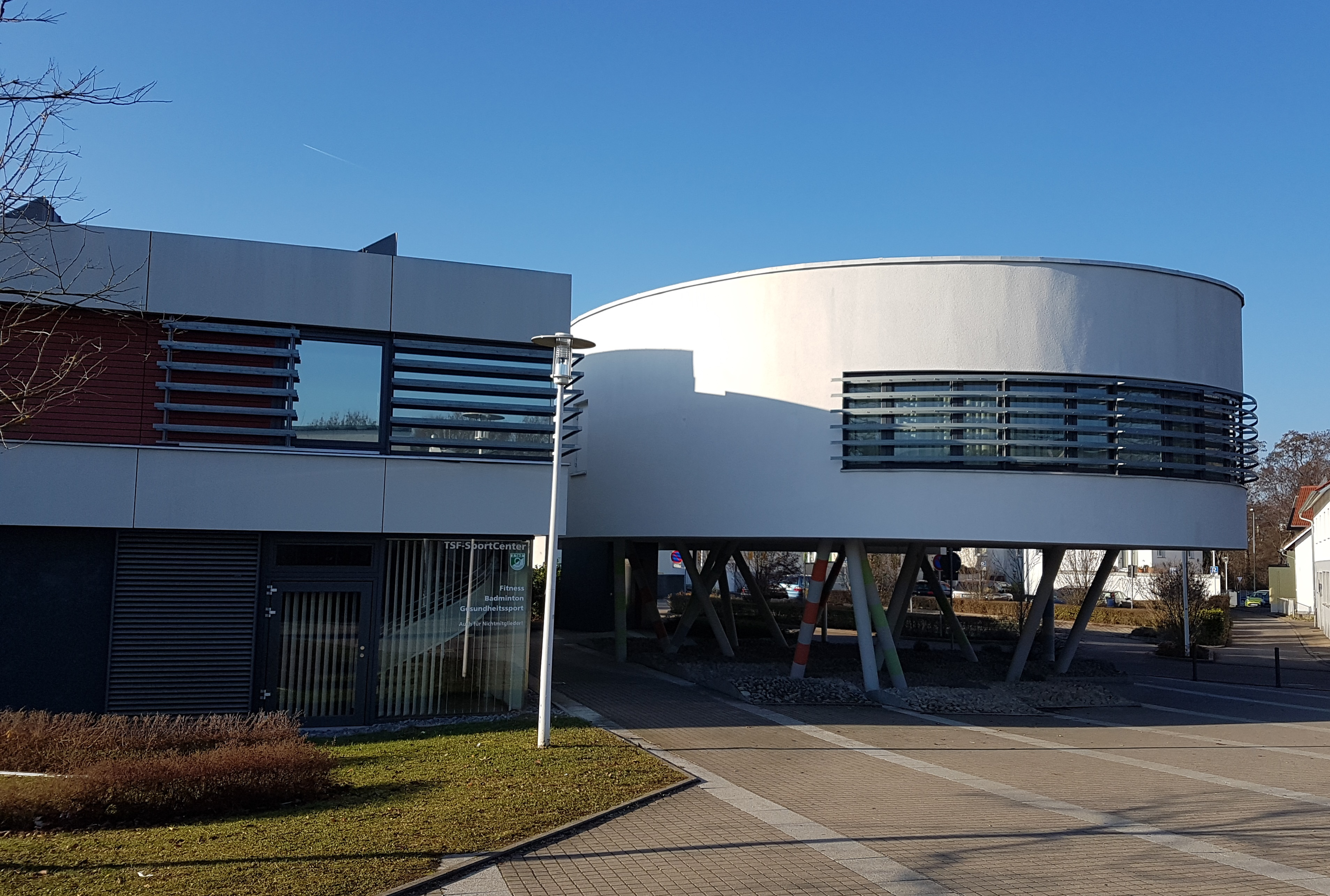
SportCenter der TSF

#### TSF-SportCenter
2007 nahm der Verein sein neues SportCenter an der Ringwiesenstraße in der Ditzinger Ortsmitte in Betrieb. Der zwischen Hallenbad und Stadthalle gelegene Bau mit einer Nettogrundfläche von 765 m² besteht aus ein einer zweigeschossigen rechteckigen Halle und einem aufgeständerten Rundbaukörper, der einen städtebaulichen Akzent hin zum neuen Wohngebiet „Weidenpark“ setzt. Die Pläne lieferten die Architekten B. Busse + V. Lückgens in Renningen. Die Baukosten beliefen sich auf ca. 1,68 Mio. Euro. Das SportCenter umfasst neben der Sporthalle einen Fitnessraum, die Geschäftsstelle der TSF Ditzingen, Besprechungsräume und eine Lounge.

#### Stadion an der Lehmgrube
Die Fußballabteilung trägt ihre Heimspiele seit 1980 im Stadion an der Lehmgrube aus. Es verfügt über eine überdachte Haupttribüne, Gegengerade, Anzeigetafel und Sprecherkabine. Die Gesamtkapazität beträgt 4000 Zuschauer. Der Stadionrekord wurde in der Saison 1993/94 gegen die Stuttgarter Kickers mit 5500 Zuschauern erzielt. 1999 sicherte sich die Trumpf GmbH & Co KG die Namensrechte an dem Stadion. 2009 lief der Vertrag aus. Auf Wunsch des Unternehmens wurde die Bezeichnung 2014 gelöscht. Seither wird wieder die alte Bezeichnung Stadion an der Lehmgrube verwendet.
Unmittelbar neben dem Stadion wurde 2009 ein neuer Kunstrasenplatz in Benutzung genommen.

#### Sporthalle Glemsaue
Die Sporthalle Glemsaue, erbaut 1980 in der Gröninger Straße 35, ist die größte Sporthalle Ditzingens. Sie kann in drei Bereiche aufgeteilt werden und verfügt über eine Teleskoptribüne mit 600 Sitzplätzen. Aufgrund ihrer Größe ist sie der Hauptaustragungsort für die Spiele der Handballmannschaft des TSF Ditzingen.

### Sporthallen und Mehrzweckanlagen

#### Stadthalle Ditzingen
Die Stadthalle Ditzingen wurde 1966 erbaut und befindet sich am Gyulaer Platz 5. Sie verfügt über eine kleine Turnhalle mit Platz für ein Basketballfeld, in der auch Kampfsportarten angeboten werden. Der große Saal ist ausreichend dimensioniert, um ein Handballfeld zu beherbergen, und wird ebenfalls für Trainingseinheiten genutzt. Zusätzlich gibt es einen verspiegelten Gymnastiksaal, in dem Kurse und Gymnastikprogramme stattfinden.

#### Seehansen Sportanlage – Alfred-Fögen-Sporthalle
Die Seehansen Sportanlage liegt im Ortsteil Hirschlanden, die zugehörige Sporthalle wurde 2004 errichtet und 2011 in Alfred-Fögen-Halle umbenannt. Die Halle kann in drei Segmente unterteilt werden und bietet eine Tribüne mit einer Kapazität von 150 Plätzen. In ihrer vollen Größe umfasst sie ein Handballfeld. Neben Handball werden dort auch weitere Sportarten wie Badminton oder Hallenfußball ausgeübt. Ein besonderes Merkmal ist die Kletterwand mit Seilsicherung, die zusätzliche sportliche Aktivitäten ermöglicht.

#### Konrad-Kocher-Sporthalle
Die Konrad-Kocher-Sporthalle wurde 1993 in der Gottfried-Keller-Straße 44 erbaut. Sie kann in zwei Hallenteile getrennt werden und verfügt über eine Tribüne mit 250 Sitzplätzen. Die Halle ist über einen Fußweg vom Parkplatz aus schnell zu erreichen. Hauptsächlich wird sie von Turnern, Volleyballern und Tischtennisspielern genutzt.

#### Sporthalle Gröninger Straße
Die 2021 neu errichtete Sporthalle in der Gröninger Straße hat eine Größe von 30 m × 20 m und ist teilbar. Besonders hervorzuheben ist ihre Ausstattung für den Fechtsport: An den Wänden befinden sich 12 festinstallierte elektronische Meldeanlagen, die speziell für Fechter konzipiert wurden. Die Halle ist zudem Teil des Olympiastützpunktes für Fechter.

#### Sporthalle Heimerdingen
Die Mehrzweckhalle in Heimerdingen wurde 2009 in der Weissacher Straße 44 erbaut. Sie misst 22 m × 45 m, bietet Platz für ein Handballfeld und verfügt über eine Tribüne mit 200 Sitzplätzen. Auffällig ist der rote Hallenboden, der eine besondere visuelle Wirkung erzeugt.

### Wassersport

#### Hallenbad Ditzingen
Das Hallenbad Ditzingen am Gyulaer Platz 3 wurde 1961 erbaut und 2011 renoviert. Es verfügt über ein Schwimmbecken mit fünf 25-Meter-Bahnen, das in einen Schwimmer- und einen Nichtschwimmerbereich unterteilt ist. Zudem ist das Becken mit einem 1-Meter-Sprungbrett ausgestattet, was zusätzliche Nutzungsmöglichkeiten für Schwimmbegeisterte bietet.